# Lanunkallio
Lanunkallio är en kulle i Finland. Den ligger i Vederlax i landskapet Kymmenedalen, i den södra delen av landet, 150 km öster om huvudstaden Helsingfors. Toppen på Lanunkallio är 51 meter över havet.
Terrängen runt Lanunkallio är huvudsakligen platt.  Närmaste större samhälle är Fredrikshamn, 17,4 km väster om Lanunkallio. 